# Nupserha antennata
Nupserha antennata là một loài bọ cánh cứng trong họ Cerambycidae.